# Štrba
Štrba és un poble i municipi d'Eslovàquia. Es troba a la regió de Prešov, al nord del país.

## Història
La primera referència escrita de la vila data del 1280.

## Demografia
| Godina             | 1994 | 2004   | 2014   | 2024   |
| ------------------ | ---- | ------ | ------ | ------ |
| Nombre de persones | 3844 | 3653   | 3543   | 3337   |
| Diferència         |      | −4,96% | −3,01% | −5,81% |

| Godina             | 2023 | 2024   |
| ------------------ | ---- | ------ |
| Nombre de persones | 3352 | 3337   |
| Diferència         |      | −0,44% |